# Xã Greenway, Quận Itasca, Minnesota
Xã Greenway (tiếng Anh: Greenway Township) là một xã thuộc quận Itasca, tiểu bang Minnesota, Hoa Kỳ. Năm 2010, dân số của xã này là 1.939 người.